# Aparecida do Rio Negro
Aparecida do Rio Negro é um município do interior do estado do Tocantins, região Norte do Brasil. Localiza-se a uma latitude 09°57′21″ sul e a uma longitude 47°58′36″ oeste, na região geográfica intermediária de Palmas e na região imediata de Palmas, bem como na região metropolitana de Palmas, ocupando uma área de 1 159 km², a uma altitude de 267 metros.
Na divisão regional do estado para fins de planejamento, situa-se na região Central, macrorregião Central, a uma distância de 70 km da capital, Palmas.
Segundo o Censo 2022, a população é constituída de 4 856 pessoas, com estimativa de 5 067 habitantes em 2024. O PIB em 2021 foi de R$ 255 912 mil.

## História
Os primeiros moradores do povoado que originou o município de Aparecida do Rio Negro chegaram em março de 1965, sendo eles pequenos agricultores e pecuaristas, que ali fixaram suas residências e famílias. Eles eram Antônio Maciel Bastos, Carlindo Vieira da Rocha, Sebastião Abreu Vasconcelos e Domingos da Silva Rios.
O povoado, que então existia dentro do território do município de Tocantínia, inicialmente recebeu o nome de Meira Mattos. A denominação homenageava o militar do Exército Carlos de Meira Mattos, um dos mais conhecidos formuladores da geopolítica brasileira dos anos 1970.
A emancipação aconteceu em 30 de dezembro de 1987, quando o povoado foi transformado em município, com o topônimo de Aparecida do Rio Negro. A nova denominação homenageia Nossa Senhora Aparecida, entidade católica padroeira da cidade, e o Rio Negro, banha a localidade.
As primeiras eleições municipais foram convocadas para o dia 16 de abril de 1989, elegendo o primeiro prefeito, José Eurico Costa, e seu vice, José Martins Barbosa. A posse do gestor e dos vereadores aconteceu no dia 1º de junho do mesmo ano, marcando a instalação do novo município.
José Eurico Costa, entretanto, não concluiu o mandato devido ao seu falecimento, no dia 6 de abril de 1990, afogado no Rio Balsas. O vice-prefeito, José Martins Barbosa, então assumiu a gestão municipal.

## Estrutura administrativa
A estrutura administrativa de Aparecida do Rio Negro, assim como a dos demais municípios brasileiros, é definida pela Constituição de 1988, composta pelo Poder Executivo, chefiado pelo prefeito; e pelo Poder Legislativo, exercido pela Câmara Municipal, sob por vereadores. Todos os representantes são eleitos pelo povo para mandato de quatro anos, mediante pleito direto e simultâneo realizado em todo o país.

### Poder Executivo
O Poder Executivo é responsável pela administração direta do município, implementação de políticas públicas, execução do orçamento e prestação de serviços essenciais à comunidade. Essas competências são exercidas desde 1º de janeiro de 2025 pelo prefeito Deusimar Amorim, do partido Republicanos, eleito para administrar o município até 31 de dezembro de 2028.

### Poder Legislativo
O Poder Legislativo tem a função de elaborar leis municipais, fiscalizar as ações do Executivo, aprovar o orçamento e representar os interesses da sociedade. As responsabilidades são delegadas a nove vereadores.
O vereador Matheus Santana, do partido Republicanos, assumiu a Presidência da Câmara Municipal em 2025.

## População
Segundo o Censo 2022, a população de Aparecida do Rio Negro é constituída de 4 856 pessoas, com estimativa de 5 067 habitantes em 2024, sendo o 4 296º município mais populoso do país (que possui 5 571 municípios) e o 62º no ranking do Tocantins (dentre 139 municípios).
A densidade demográfica é de 4,19 habitantes por quilômetro quadrado, o que o coloca na posição 61 entre os municípios mais povoados do Tocantins e na posição 5 032 entre os do Brasil.

## Trabalho e rendimento
O PIB de Aparecida do Rio Negro em 2021 foi de R$ 255 912 mil, o que representa um PIB per capita de R$ 52 216. O salário médio mensal dos trabalhadores formais registrado em 2022 foi de 1,6 salários mínimos (o 81º melhor do Tocantins e o 4 595º do país).
No mesmo ano, a proporção de pessoas ocupadas (794 trabalhadores) em relação à população total era de 16,35% (o 45º melhor desempenho no Tocantins e o 2 795º no país).
Considerando domicílios com rendimentos mensais de até meio salário mínimo por pessoa, Aparecida do Rio Negro tinha 41,6% da população nessas condições (o 101º maior índice no estado e o 2 529º no Brasil).
O Índice de Desenvolvimento Humano (IDH) de Aparecida do Rio Negro é 0,651, conforme apurado em 2010 pelo Programa das Nações Unidas para o Desenvolvimento (PNUD).

## Educação
Em 2010, Aparecida do Rio Negro apresentou uma taxa de escolarização de 97,6% (para pessoas de 6 a 14 de anos de idade), o que é considerado o 60º melhor desempenho entre os municípios tocantinenses e o 2 733º melhor no país.
Em 2023, os alunos dos anos inicias do Ensino Fundamental da rede pública tiveram nota de 5,0 no Índice de Desenvolvimento da Educação Básica (Ideb) – a 59ª melhor nota entre os municípios do estado e o 4 235º melhor desempenho entre as cidades brasileiras. Para os alunos dos anos finais, a nota foi de 4,6 no mesmo indicador – a 53ª maior nota do Tocantins e o 3 087º melhor desempenho entre os municípios do Brasil.

## Saúde
A taxa de mortalidade infantil média no município foi de 13,51 óbitos para mil nascidos vivos em 2023 – a 60ª maior do estado e a 2 239ª maior do país.

## Cultura
Uma das principais festividades de Aparecida do Rio negro é o festejo de Nossa Senhora Aparecida, tradicionalmente realizado em meados do dia 12 de outubro. A realização do evento remonta aos anos 1960, quando o município ainda era um povoado.